# Brani musicali di Renato Zero
Questa pagina elenca i brani musicali di Renato Zero, dal 1967 ad oggi.

## Inediti studio
| Titolo                              | Anno | Incisione                        | Note |
| ----------------------------------- | ---- | -------------------------------- | --- |
| Non basta sai                       | 1967 | Non basta sai/In mezzo ai guai   | primo brano di Renato Zero, assieme a In mezzo ai guai |
| In mezzo ai guai                    | 1967 | Non basta sai/In mezzo ai guai   | |
| Paleobarattolo                      | 1973 | No! Mamma, no!                   | reinciso nell'album Sulle tracce dell'imperfetto del 1995 |
| Nonsense pigro                      | 1973 | No! Mamma, no!                   | |
| Sergente, no!                       | 1973 | No! Mamma, no!                   | |
| TK6 chiama torre controllo          | 1973 | No! Mamma, no!                   | |
| 0/1023                              | 1973 | No! Mamma, no!                   | |
| Nell'archivio della mia coscienza   | 1973 | No! Mamma, no!                   | |
| Dana                                | 1973 | No! Mamma, no!                   | |
| Ti bevo liscia                      | 1973 | No! Mamma, no!                   | |
| Make up,make up,make up             | 1973 | No! Mamma, no!                   | |
| Sogni nel buio                      | 1973 | No! Mamma, no!                   | |
| No! Mamma, no!                      | 1973 | No! Mamma, no!                   | |
| Qualcuno mi renda l'anima           | 1974 | Invenzioni                       | |
| L'evento                            | 1974 | Invenzioni                       | |
| 113                                 | 1974 | Invenzioni                       | |
| Inventi                             | 1974 | Invenzioni                       | |
| Metrò                               | 1974 | Invenzioni                       | |
| Il tuo safari                       | 1974 | Invenzioni                       | |
| Tu che sei mio fratello             | 1974 | Invenzioni                       | |
| Vamos                               | 1974 | Invenzioni                       | |
| Mani                                | 1974 | Invenzioni                       | |
| Depresso                            | 1974 | Invenzioni                       | |
| Il caos                             | 1976 | Trapezio                         | |
| No! Mamma, no!                      | 1976 | Trapezio                         | Originariamente inclusa nell'album No! Mamma, no! del 1973, incisa nell'album Trapezio senza gli applausi della prima versione                                          |
| Metrò                               | 1976 | Trapezio                         | Originariamente inclusa nell'album Invenzioni del 1974 |
| Inventi                             | 1976 | Trapezio                         | Originariamente inclusa nell'album Invenzioni del 1974 |
| Una sedia a ruote                   | 1976 | Trapezio                         | |
| Motel                               | 1976 | Trapezio                         | |
| Scegli adesso oppure mai...         | 1976 | Trapezio                         | |
| Un uomo da bruciare                 | 1976 | Trapezio                         | |
| Hanno arrestato Paperino            | 1976 | Trapezio                         | |
| Madame                              | 1976 | Trapezio                         | |
| Salvami!                            | 1976 | Trapezio                         | |
| Mi vendo                            | 1977 | Zerofobia                        | |
| Vivo                                | 1977 | Zerofobia                        | |
| Sgualdrina                          | 1977 | Zerofobia                        | |
| Tragico samba                       | 1977 | Zerofobia                        | |
| L'ambulanza                         | 1977 | Zerofobia                        | |
| Morire qui                          | 1977 | Zerofobia                        | |
| La trappola                         | 1977 | Zerofobia                        | |
| Regina                              | 1977 | Zerofobia                        | |
| Manichini                           | 1977 | Zerofobia                        | |
| Il cielo                            | 1977 | Zerofobia                        | |
| La favola mia                       | 1978 | Zerolandia                       | |
| Io uguale io                        | 1978 | Zerolandia                       | |
| Chi sei                             | 1978 | Zerolandia                       | |
| Triangolo                           | 1978 | Zerolandia                       | |
| Sogni di latta                      | 1978 | Zerolandia                       | |
| Sesso o esse                        | 1978 | Zerolandia                       | |
| Fermati                             | 1978 | Zerolandia                       | |
| Amaro Madely                        | 1978 | Zerolandia                       | |
| Sbattiamoci                         | 1978 | Zerolandia                       | |
| Una guerra senza eroi               | 1978 | Zerolandia                       | |
| Uomo, no!                           | 1978 | Zerolandia                       | |
| Il carrozzone                       | 1979 | EroZero                          | |
| Fermoposta                          | 1979 | EroZero                          | |
| La tua idea                         | 1979 | EroZero                          | |
| Baratto                             | 1979 | EroZero                          | |
| La rete d'oro                       | 1979 | EroZero                          | |
| Periferia                           | 1979 | EroZero                          | |
| Grattacieli di sale                 | 1979 | EroZero                          | |
| RH Negativo                         | 1979 | EroZero                          | |
| Nascondimi                          | 1979 | EroZero                          | |
| Arrendermi mai                      | 1979 | EroZero                          | |
| Guai                                | 1980 | Tregua                           | |
| Niente trucco stasera               | 1980 | Tregua                           | |
| Santa Giovanna                      | 1980 | Tregua                           | |
| L'ultimo Luna Park                  | 1980 | Tregua                           | |
| Profumi Balocchi e Maritozzi        | 1980 | Tregua                           | reincisa in duetto con Mina ed inserita nel suo album Mina N°0 contenente esclusivamente brani di Zero                                                                  |
| Grazie a te                         | 1980 | Tregua                           | |
| Chiedi di più                       | 1980 | Tregua                           | |
| Beati voi                           | 1980 | Tregua                           | |
| Amico                               | 1980 | Tregua                           | |
| Per te                              | 1980 | Tregua                           | |
| Metti le ali                        | 1980 | Tregua                           | |
| Non sparare!                        | 1980 | Tregua                           | |
| Onda gay                            | 1980 | Tregua                           | |
| Svegliati                           | 1980 | Tregua                           | |
| Fortuna                             | 1980 | Tregua                           | |
| Buon Natale                         | 1980 | Tregua                           | |
| Amore sì,amore no                   | 1980 | Tregua                           | |
| Potrebbe essere Dio                 | 1980 | Tregua                           | |
| Chi più chi meno                    | 1981 | Icaro                            | |
| Più su                              | 1981 | Icaro                            | pubblicato anche in versione studio nell'album Renatissimo! del 2006 |
| Galeotto fu il canotto              | 1981 | Galeotto fu il canotto/Più su    | Brano pubblicato in CD singolo nel 1999 e successivamente inserito nella raccolta Puro spirito del 2011                                                                 |
| Pionieri                            | 1981 | Artide Antartide                 | |
| Lungara                             | 1981 | Artide Antartide                 | |
| I figli della topa                  | 1981 | Artide Antartide                 | |
| Danzerò                             | 1981 | Artide Antartide                 | |
| Ciao Stefania                       | 1981 | Artide Antartide                 | Dedicato a Stefania Rotolo |
| Ed io ti seguirò                    | 1981 | Artide Antartide                 | |
| Notte balorda                       | 1981 | Artide Antartide                 | |
| L'ammucchiata                       | 1981 | Artide Antartide                 | |
| La stazione                         | 1981 | Artide Antartide                 | |
| Marciapiedi                         | 1981 | Artide Antartide                 | |
| Ecco noi                            | 1981 | Artide Antartide                 | |
| Non passerà                         | 1981 | Artide Antartide                 | |
| Sterili                             | 1981 | Artide Antartide                 | |
| Domicilio coatto                    | 1981 | Artide Antartide                 | |
| Padre nostro                        | 1981 | Artide Antartide                 | |
| Il jolly                            | 1981 | Artide Antartide                 | |
| Per carità                          | 1981 | Artide Antartide                 | |
| Atomico pathos                      | 1981 | Artide Antartide                 | |
| Gente                               | 1981 | Artide Antartide                 | |
| Stranieri                           | 1981 | Artide Antartide                 | |
| Piper Club                          | 1982 | Via Tagliamento 1965/1970        | Dedicata alla storica discoteca di Roma in Via Tagliamento |
| La facciata                         | 1982 | Via Tagliamento 1965/1970        | |
| Che bella libertà                   | 1982 | Via Tagliamento 1965/1970        | |
| Resisti                             | 1982 | Via Tagliamento 1965/1970        | |
| Ragazzo senza fortuna               | 1982 | Via Tagliamento 1965/1970        | |
| Contagio                            | 1982 | Via Tagliamento 1965/1970        | |
| Angeli                              | 1982 | Via Tagliamento 1965/1970        | |
| Land of 1000 Dance                  | 1982 | Via Tagliamento 1965/1970        | |
| Meglio per te                       | 1982 | Via Tagliamento 1965/1970        | |
| Amori                               | 1982 | Via Tagliamento 1965/1970        | |
| La fregata                          | 1982 | Via Tagliamento 1965/1970        | |
| Ci tira la vita                     | 1982 | Via Tagliamento 1965/1970        | |
| M'ama non m'ama                     | 1982 | Via Tagliamento 1965/1970        | |
| Soldi                               | 1982 | Via Tagliamento 1965/1970        | Sigla finale della trasmissione Fantastico 3 |
| Viva la R.A.I.                      | 1982 | Via Tagliamento 1965/1970        | Sigla della trasmissione Fantastico 3 |
| Ancora fuoco                        | 1982 | Via Tagliamento 1965/1970        | |
| Piper Club (ripresa)                | 1982 | Via Tagliamento 1965/1970        | |
| Spiagge                             | 1983 | Calore                           | |
| Voglia                              | 1983 | Calore                           | |
| Navigare                            | 1983 | Calore                           | |
| Fantasia                            | 1983 | Calore                           | |
| Introduzione                        | 1984 | Leoni si nasce                   | |
| Da uomo a uomo                      | 1984 | Leoni si nasce                   | |
| Si gira                             | 1984 | Leoni si nasce                   | |
| Per non essere così                 | 1984 | Leoni si nasce                   | |
| Sospetto                            | 1984 | Leoni si nasce                   | |
| Pelle                               | 1984 | Leoni si nasce                   | |
| Frenesia                            | 1984 | Leoni si nasce                   | |
| Oscuro futuro                       | 1984 | Leoni si nasce                   | |
| Il leone                            | 1984 | Leoni si nasce                   | |
| Il prezzo                           | 1984 | Leoni si nasce                   | |
| Giorni                              | 1984 | Leoni si nasce                   | |
| Finale                              | 1984 | Leoni si nasce                   | |
| La gente come noi                   | 1984 | Identikit Zero                   | |
| Io qui                              | 1984 | Identikit Zero                   | |
| Infiniti treni                      | 1986 | Soggetti smarriti                | Reincisa nell'album Zerovskij del 2017 con diverso arrangiamento |
| Strade su strade                    | 1986 | Soggetti smarriti                | |
| Fantasmi                            | 1986 | Soggetti smarriti                | |
| Donna donna donna                   | 1986 | Soggetti smarriti                | |
| Mai dire mai                        | 1986 | Soggetti smarriti                | |
| Colosseo                            | 1986 | Soggetti smarriti                | |
| Ostinato amore                      | 1986 | Soggetti smarriti                | |
| Fiori d'arancio                     | 1986 | Soggetti smarriti                | |
| Problemi                            | 1986 | Soggetti smarriti                | |
| Pizza & rock and roll               | 1986 | Soggetti smarriti                | |
| Lei                                 | 1987 | Zero                             | |
| Calendario                          | 1987 | Zero                             | |
| Verde                               | 1987 | Zero                             | |
| Ho dato                             | 1987 | Zero                             | |
| Vagabondo cuore                     | 1987 | Zero                             | |
| Souvenir                            | 1987 | Zero                             | |
| Danza macabra                       | 1987 | Zero                             | |
| Siamo eroi                          | 1987 | Zero                             | |
| Astronatività                       | 1987 | Zero                             | |
| Facile                              | 1987 | Zero                             | |
| Seminando                           | 1987 | Zero                             | |
| Telecomando                         | 1987 | Zero                             | |
| Artisti                             | 1987 | Zero                             | |
| Immunità                            | 1987 | Zero                             | |
| Il primatista                       | 1987 | Zero                             | |
| Promessa                            | 1987 | Zero                             | |
| Infernale dilemma                   | 1987 | Zero                             | |
| Più o meno                          | 1987 | Zero                             | |
| Il canto di Esmeralda               | 1989 | Voyeur                           | |
| Voyeur                              | 1989 | Voyeur                           | |
| I nuovi santi                       | 1989 | Voyeur                           | |
| Accade                              | 1989 | Voyeur                           | |
| Sciopero                            | 1989 | Voyeur                           | |
| Il grande mare                      | 1989 | Voyeur                           | |
| Rose                                | 1989 | Voyeur                           | |
| Sosia                               | 1989 | Voyeur                           | |
| Talento                             | 1989 | Voyeur                           | |
| Ricreazione                         | 1989 | Voyeur                           | |
| Ha tanti cieli la Luna              | 1989 | Voyeur                           | |
| Spalle al muro                      | 1991 | Prometeo                         | brano con il quale Zero partecipò al Festival di Sanremo per la prima volta nella sua carriera musicale                                                                 |
| L'equilibrista                      | 1991 | Prometeo                         | brano scritto interamente da Zero nel 1965, che nel testo parla della sua vita.                                                                                         |
| Civiltà                             | 1991 | La coscienza di Zero             | |
| Nafta                               | 1991 | La coscienza di Zero             | |
| È la pioggia che va                 | 1991 | La coscienza di Zero             | |
| L'assassino                         | 1991 | La coscienza di Zero             | |
| Regalati una sera                   | 1991 | La coscienza di Zero             | |
| Medley: No! Mamma, no!-Mamma        | 1991 | La coscienza di Zero             | |
| Al mercato dell'usato               | 1991 | La coscienza di Zero             | |
| Lezione di vita                     | 1991 | La coscienza di Zero             | |
| Due                                 | 1991 | La coscienza di Zero             | |
| O Dino o Sauro                      | 1991 | La coscienza di Zero             | |
| Al cinema                           | 1991 | La coscienza di Zero             | |
| Eden                                | 1991 | La coscienza di Zero             | |
| L'aquilone Piero                    | 1991 | La coscienza di Zero             | |
| Psicomania                          | 1991 | La coscienza di Zero             | |
| Il toro                             | 1991 | La coscienza di Zero             | |
| Sipario                             | 1991 | La coscienza di Zero             | |
| Tiratura tiritera                   | 1991 | La coscienza di Zero             | |
| Buon compleanno                     | 1991 | La coscienza di Zero             | |
| Più insieme                         | 1991 | La coscienza di Zero             | |
| Menefotto                           | 1993 | Passaporto per Fonòpoli          | |
| I ragazzi nella pioggia             | 1993 | Passaporto per Fonòpoli          | |
| Giorni senza storia                 | 1993 | Passaporto per Fonòpoli          | |
| Ave Maria                           | 1993 | Passaporto per Fonòpoli          | |
| Il ritorno                          | 1993 | Quando non sei più di nessuno    | |
| Una magia                           | 1993 | Quando non sei più di nessuno    | |
| Che ti do                           | 1993 | Quando non sei più di nessuno    | |
| L'altra bianca                      | 1993 | Quando non sei più di nessuno    | |
| Amore al verde                      | 1993 | Quando non sei più di nessuno    | |
| E ci sei                            | 1993 | Quando non sei più di nessuno    | |
| Oltre ogni limite                   | 1993 | Quando non sei più di nessuno    | |
| Quando finisce il male              | 1993 | Quando non sei più di nessuno    | |
| Pipistrelli                         | 1993 | Quando non sei più di nessuno    | |
| Figli della guerra                  | 1993 | Quando non sei più di nessuno    | |
| Casal De' Pazzi                     | 1993 | Quando non sei più di nessuno    | |
| Ave Maria                           | 1993 | Quando non sei più di nessuno    | Originariamente inclusa nell'EP Passaporto per Fonòpoli del 1993 |
| Amando amando                       | 1994 | L'imperfetto                     | |
| Aria di pentimenti                  | 1994 | L'imperfetto                     | |
| Facce                               | 1994 | L'imperfetto                     | |
| Roma malata                         | 1994 | L'imperfetto                     | |
| Felici e perdenti                   | 1994 | L'imperfetto                     | |
| Bella gioventù                      | 1994 | L'imperfetto                     | |
| Digli no                            | 1994 | L'imperfetto                     | |
| Nei giardini che nessuno sa         | 1994 | L'imperfetto                     | |
| L'ultimo guerriero                  | 1994 | L'imperfetto                     | |
| Vento di ricordi                    | 1994 | L'imperfetto                     | |
| Dubito                              | 1994 | L'imperfetto                     | |
| Chi                                 | 1994 | L'imperfetto                     | |
| Paleobarattolo (medley)             | 1995 | Sulle tracce dell'imperfetto     | |
| Un po' d'azzuro                     | 1995 | Sulle tracce dell'imperfetto     | |
| Ancora gente                        | 1995 | Sulle tracce dell'imperfetto     | |
| Nel fondo di un amore               | 1995 | Sulle tracce dell'imperfetto     | |
| Supersolo                           | 1995 | Sulle tracce dell'imperfetto     | |
| Fine favola                         | 1995 | Sulle tracce dell'imperfetto     | |
| Un altro pianeta                    | 1995 | Sulle tracce dell'imperfetto     | |
| I migliori anni della nostra vita   | 1995 | Sulle tracce dell'imperfetto     | |
| L'italiana                          | 1998 | Amore dopo amore                 | |
| Cercami                             | 1998 | Amore dopo amore                 | |
| Emergenza noia                      | 1998 | Amore dopo amore                 | |
| Mi ameresti                         | 1998 | Amore dopo amore                 | |
| Vive chi vive                       | 1998 | Amore dopo amore                 | |
| L'impossibile vivere                | 1998 | Amore dopo amore                 | |
| Erotica apparenza                   | 1998 | Amore dopo amore                 | |
| Dimmi chi dorme accanto a me        | 1998 | Amore dopo amore                 | |
| La grande assente                   | 1998 | Amore dopo amore                 | dedicata a Mia Martini |
| I commedianti                       | 1998 | Amore dopo amore                 | |
| Pericolosamente amici               | 1998 | Amore dopo amore                 | |
| La pace sia con te                  | 1998 | Amore dopo amore                 | |
| Figaro                              | 1998 | Amore dopo amore                 | |
| Si sta facendo notte                | 1999 | Amore dopo amore, tour dopo tour | |
| Appena in tempo                     | 1999 | Amore dopo amore, tour dopo tour | |
| Che strano gioco è                  | 1999 | Amore dopo amore, tour dopo tour | |
| Al buio                             | 1999 | Amore dopo amore, tour dopo tour | |
| Il circo                            | 1999 | Amore dopo amore, tour dopo tour | |
| Il coraggio delle idee              | 1999 | Amore dopo amore, tour dopo tour | |
| Il mercante di stelle               | 2000 | I miei numeri                    | |
| L'imbarco                           | 2000 | Tutti gli Zeri del mondo         | |
| Il pelo sul cuore                   | 2000 | Tutti gli Zeri del mondo         | |
| La voce mia                         | 2000 | Tutti gli Zeri del mondo         | |
| Le mie donne                        | 2000 | Tutti gli Zeri del mondo         | |
| Quello che non ho detto             | 2000 | Tutti gli Zeri del mondo         | |
| La zeronave                         | 2000 | Tutti gli Zeri del mondo         | |
| Tutti gli zeri del mondo            | 2000 | Tutti gli Zeri del mondo         | |
| Via dei Martiri                     | 2000 | Tutti gli Zeri del mondo         | |
| Svegliatevi poeti                   | 2001 | La curva dell'angelo             | |
| Qualcuno mi ha ucciso               | 2001 | La curva dell'angelo             | |
| Il maestro                          | 2001 | La curva dell'angelo             | |
| Storie da dimenticare               | 2001 | La curva dell'angelo             | |
| La medicina                         | 2001 | La curva dell'angelo             | |
| Nuda proprietà                      | 2001 | La curva dell'angelo             | |
| Libera                              | 2001 | La curva dell'angelo             | |
| Fuori gioco                         | 2001 | La curva dell'angelo             | |
| Innocente                           | 2001 | La curva dell'angelo             | |
| Anima grande                        | 2001 | La curva dell'angelo             | |
| Un nemico sincero                   | 2001 | La curva dell'angelo             | |
| Non cancellate il mio mondo         | 2001 | La curva dell'angelo             | |
| Pura luce                           | 2001 | La curva dell'angelo             | archi scritti e diretti da Ennio Morricone |
| Prendimi                            | 2003 | Cattura                          | |
| Come mi vorresti                    | 2003 | Cattura                          | |
| A braccia aperte                    | 2003 | Cattura                          | |
| Magari                              | 2003 | Cattura                          | |
| C'è fame                            | 2003 | Cattura                          | |
| La vie                              | 2003 | Cattura                          | |
| Naturalmente strano                 | 2003 | Cattura                          | |
| Figlio                              | 2003 | Cattura                          | |
| L'altra sponda                      | 2003 | Cattura                          | |
| Non si fa giorno mai                | 2003 | Cattura                          | |
| Vizi e desideri                     | 2003 | Cattura                          | |
| Fuori tempo                         | 2003 | Cattura                          | |
| I miei miti                         | 2003 | Cattura                          | |
| Amico assoluto                      | 2004 | Figli del sogno                  | pubblicato sia in versione studio, come solista, sia in versione live, insieme a Michele Zarrillo ed Alexia                                                             |
| Mentre aspetto che ritorni          | 2005 | Il dono                          | |
| Immi Ruah                           | 2005 | Il dono                          | |
| Mi chiamo aria                      | 2005 | Il dono                          | |
| Radio o non radio                   | 2005 | Il dono                          | |
| Una vita fa                         | 2005 | Il dono                          | |
| Stai bene lì                        | 2005 | Il dono                          | |
| Dal mare                            | 2005 | Il dono                          | |
| Ti stupirai                         | 2005 | Il dono                          | |
| L'esempio                           | 2005 | Il dono                          | |
| Fai da te                           | 2005 | Il dono                          | |
| D'aria e di musica                  | 2005 | Il dono                          | |
| La vita è un dono                   | 2005 | Il dono                          | dedicata a Papa Giovanni Paolo II |
| Sono innocente                      | 2006 | Renatissimo!                     | |
| Fammi sognare almeno tu             | 2006 | Renatissimo!                     | |
| Crescendo                           | 2008 | Zero Infinito                    | cantata in duetto con Mariella Nava e contenuta originariamente nel suo omonimo album del 1991                                                                          |
| Professore                          | 2009 | Presente                         | |
| Ancora qui                          | 2009 | Presente                         | |
| L'incontro                          | 2009 | Presente                         | |
| Questi amori                        | 2009 | Presente                         | |
| Muoviti                             | 2009 | Presente                         | |
| Non smetterei più                   | 2009 | Presente                         | cantata in duetto con Mario Biondi |
| Un'altra gioventù                   | 2009 | Presente                         | |
| Quando parlerò di te                | 2009 | Presente                         | |
| Ambulante                           | 2009 | Presente                         | |
| Almeno una parola                   | 2009 | Presente                         | |
| L'ormonauta                         | 2009 | Presente                         | |
| Da adesso                           | 2009 | Presente                         | |
| Giù le mani dalla musica            | 2009 | Presente                         | |
| Spera o spara                       | 2009 | Presente                         | |
| Vivi tu                             | 2009 | Presente                         | |
| Il sole che non vedi                | 2009 | Presente                         | |
| Dormono tutti                       | 2009 | Presente                         | |
| Unici                               | 2010 | Presente ZeroNoveTour            | pubblicato sia in versione live che studio |
| Segreto amore                       | 2010 | Segreto amore                    | |
| Roma                                | 2010 | Segreto amore                    | |
| La mia generazione                  | 2011 | Sei Zero                         | |
| Letti                               | 2011 | Sei Zero                         | cantato in duetto con Monica Guerritore |
| Sorridere, sempre!                  | 2011 | Puro spirito                     | primo inedito della raccolta |
| Medley (Triangolo e Mi vendo)       | 2011 | Puro spirito                     | anche se Triangolo e Mi vendo sono stati già pubblicati negli anni 70, il loro medley va considerato un inedito poiché la versione studio è stata fino al 2011 inedita. |
| Testimone                           | 2011 | Puro spirito                     | secondo inedito della raccolta |
| Chiedi di me                        | 2013 | Amo - Capitolo I                 | singolo che anticipa l'album in uscita |
| Una canzone da cantare avrai        | 2013 | Amo - Capitolo I                 | |
| Il nostro mondo                     | 2013 | Amo - Capitolo I                 | |
| Voglia d'amare                      | 2013 | Amo - Capitolo I                 | |
| Angelina                            | 2013 | Amo - Capitolo I                 | |
| Lu                                  | 2013 | Amo - Capitolo I                 | |
| I '70                               | 2013 | Amo - Capitolo I                 | |
| Un'apertura d'ali                   | 2013 | Amo - Capitolo I                 | |
| La vacanza                          | 2013 | Amo - Capitolo I                 | |
| Oramai                              | 2013 | Amo - Capitolo I                 | |
| Tutto inizia sempre da un sì        | 2013 | Amo - Capitolo I                 | |
| Vola alto                           | 2013 | Amo - Capitolo I                 | |
| Dovremmo imparare a vivere          | 2013 | Amo - Capitolo I                 | |
| La vita che mi aspetta              | 2013 | Amo - Capitolo I                 | |
| Nuovamente                          | 2013 | Amo - Capitolo II                | |
| Ti porterò con me                   | 2013 | Amo - Capitolo II                | |
| La fabbrica dei sogni               | 2013 | Amo - Capitolo II                | |
| Sia neve                            | 2013 | Amo - Capitolo II                | |
| L'eterno ultimo                     | 2013 | Amo - Capitolo II                | |
| Nessuno tocchi l'amore              | 2013 | Amo - Capitolo II                | singolo che anticipa l'album in uscita |
| Si può                              | 2013 | Amo - Capitolo II                | |
| Una volta non ci basta              | 2013 | Amo - Capitolo II                | |
| Titoli di coda (explicit)           | 2013 | Amo - Capitolo II                | |
| Via dagli Sciacalli nº0             | 2013 | Amo - Capitolo II                | |
| O si suona o si muore               | 2013 | Amo - Capitolo II                | |
| Alla fine                           | 2013 | Amo - Capitolo II                | |
| amoЯ                                | 2013 | Amo - Capitolo II                | |
| Il progetto magnifico               | 2013 | Amo - Capitolo II                | |
| Il principe dell'eccentricità       | 2013 | Amo - Capitolo II                | |
| Chiedi                              | 2016 | Alt                              | singolo che anticipa l'album in uscita |
| In questo misero show               | 2016 | Alt                              | |
| La lista                            | 2016 | Alt                              | |
| In apparenza                        | 2016 | Alt                              | |
| Il cielo è degli angeli             | 2016 | Alt                              | |
| Il tuo sorriso                      | 2016 | Alt                              | |
| Perché non mi porti con te          | 2016 | Alt                              | |
| Gesù                                | 2016 | Alt                              | |
| La voce che ti do                   | 2016 | Alt                              | |
| Nemici miei                         | 2016 | Alt                              | |
| Vi assolverete mai                  | 2016 | Alt                              | |
| Alla tua festa                      | 2016 | Alt                              | |
| Rivoluzione                         | 2016 | Alt                              | |
| Gli anni miei raccontano            | 2016 | Alt                              | |
| Non dimenticarti di me              | 2016 | Arenà - Renato Zero si racconta  | |
| Infiniti treni (intro)              | 2017 | Zerovskij                        | |
| Mi trovi dentro te                  | 2017 | Zerovskij                        | |
| Ti do i voli miei                   | 2017 | Zerovskij                        | |
| Colpevoli                           | 2017 | Zerovskij                        | |
| Vivo qui                            | 2017 | Zerovskij                        | |
| L'amore che ti cambia               | 2017 | Zerovskij                        | |
| Dedicato a te                       | 2017 | Zerovskij                        | |
| Aria di settembre                   | 2017 | Zerovskij                        | |
| Singoli                             | 2017 | Zerovskij                        | |
| Ti andrebbe di cambiare il mondo?   | 2017 | Zerovskij                        | singolo che anticipa l'album in uscita |
| Pazzamente amare                    | 2017 | Zerovskij                        | |
| Gli angoli bui                      | 2017 | Zerovskij                        | |
| Un uomo da niente                   | 2017 | Zerovskij                        | |
| Il mio momento                      | 2017 | Zerovskij                        | |
| Stalker                             | 2017 | Zerovskij                        | |
| Putti & cherubini S.P.A.            | 2017 | Zerovskij                        | |
| Ci fosse un'altra vita              | 2017 | Zerovskij                        | |
| Cara                                | 2017 | Zerovskij                        | |
| Infiniti treni                      | 2017 | Zerovskij                        | |
| Mai più da soli                     | 2019 | Zero il folle                    | singolo che anticipa l'album in uscita |
| Viaggia                             | 2019 | Zero il folle                    | |
| La culla è vuota                    | 2019 | Zero il folle                    | |
| Un uomo è...                        | 2019 | Zero il folle                    | |
| Tutti sospesi                       | 2019 | Zero il folle                    | |
| Quanto ti amo                       | 2019 | Zero il folle                    | |
| Che fretta c'è                      | 2019 | Zero il folle                    | |
| Ufficio reclami                     | 2019 | Zero il folle                    | |
| Questi anni miei                    | 2019 | Zero il folle                    | |
| Figli tuoi                          | 2019 | Zero il folle                    | |
| La vetrina                          | 2019 | Zero il folle                    | singolo che anticipa l'album in uscita |
| Quattro passi nel blu               | 2019 | Zero il folle                    | |
| Zero il folle                       | 2019 | Zero il folle                    | |
| Il linguaggio della terra           | 2020 | Zero Settanta Volume Tre         | |
| L'angelo ferito                     | 2020 | Zero Settanta Volume Tre         | singolo che anticipa l'album in uscita |
| Come fai                            | 2020 | Zero Settanta Volume Tre         | |
| Poca vita                           | 2020 | Zero Settanta Volume Tre         | |
| Stai giù                            | 2020 | Zero Settanta Volume Tre         | |
| Più amore                           | 2020 | Zero Settanta Volume Tre         | |
| Chiedi scusa                        | 2020 | Zero Settanta Volume Tre         | |
| È l'età                             | 2020 | Zero Settanta Volume Tre         | Utilizzata come sigla per il Concerto di Natale 2020 |
| Innamorato di me                    | 2020 | Zero Settanta Volume Tre         | |
| Sognando sognando                   | 2020 | Zero Settanta Volume Tre         | |
| Gli ultimi                          | 2020 | Zero Settanta Volume Tre         | |
| Seduto sulla Luna                   | 2020 | Zero Settanta Volume Tre         | |
| Il grande incantesimo               | 2020 | Zero Settanta Volume Due         | |
| L'amore sublime                     | 2020 | Zero Settanta Volume Due         | Singolo che anticipa l'album in uscita |
| La logica del tempo                 | 2020 | Zero Settanta Volume Due         | |
| Non è amore                         | 2020 | Zero Settanta Volume Due         | |
| Prima che sia tardi                 | 2020 | Zero Settanta Volume Due         | |
| L'idea di te                        | 2020 | Zero Settanta Volume Due         | |
| In manette l'astinenza              | 2020 | Zero Settanta Volume Due         | |
| Bella scommessa                     | 2020 | Zero Settanta Volume Due         | |
| Vergognatevi voi                    | 2020 | Zero Settanta Volume Due         | |
| La mia carezza (Per Virginia e Ada) | 2020 | Zero Settanta Volume Due         | |
| Troppi cantanti pochi contanti      | 2020 | Zero Settanta Volume Due         | |
| Come non amarti                     | 2020 | Zero Settanta Volume Due         | |
| Grandi momenti                      | 2020 | Zero Settanta Volume Due         | |
| Se sono qui                         | 2020 | Zero Settanta Volume Due         | |
| Amara melodia                       | 2020 | Zero Settanta Volume Uno         | |
| Io non mi stancherò mai di te       | 2020 | Zero Settanta Volume Uno         | |
| Orfani di cielo                     | 2020 | Zero Settanta Volume Uno         | |
| Nemico caro                         | 2020 | Zero Settanta Volume Uno         | |
| Io e te                             | 2020 | Zero Settanta Volume Uno         | |
| L'ultimo gigolò                     | 2020 | Zero Settanta Volume Uno         | |
| Ti ricorderai di me                 | 2020 | Zero Settanta Volume Uno         | |
| Finalmente te ne vai                | 2020 | Zero Settanta Volume Uno         | |
| Gli anni della trasparenza          | 2020 | Zero Settanta Volume Uno         | |
| C'è                                 | 2020 | Zero Settanta Volume Uno         | Singolo che anticipa l'album in uscita |
| L'Italia si desta?                  | 2020 | Zero Settanta Volume Uno         | |
| Il tuo eterno respiro               | 2020 | Zero Settanta Volume Uno         | |
| Un mondo perfetto                   | 2020 | Zero Settanta Volume Uno         | |
| Quel bellissimo niente              | 2023 | Autoritratto                     | |
| Eccoci qui                          | 2023 | Autoritratto                     | |
| L’avventuriero                      | 2023 | Autoritratto                     | |
| Non ti cambierei                    | 2023 | Autoritratto                     | |
| Fa che sia l’amore                  | 2023 | Autoritratto                     | |
| Zero a Zero                         | 2023 | Autoritratto                     | |
| Così tenace                         | 2023 | Autoritratto                     | |
| L’eco                               | 2023 | Autoritratto                     | |
| La ferita                           | 2023 | Autoritratto                     | Singolo che anticipa l'album in uscita |
| Cuori liberi                        | 2023 | Autoritratto                     | |
| Fortunato                           | 2023 | Autoritratto                     | |
| Vita                                | 2023 | Autoritratto                     | |
| Perennemente bianco                 | 2023 | Autoritratto                     | |

Brani scritti per altri artisti
| Titolo                     | Anno | Artista per il quale è stato scritto il brano   |
| -------------------------- | ---- | ----------------------------------------------- |
| Carosello                  | 1969 | Wilma Goich                                     |
| Dipende                    | 1974 | Ornella Vanoni                                  |
| Vuoi                       | 1979 | I San Francisco                                 |
| Gettone                    | 1980 | Yo Yokaris                                      |
| Al limite di noi           | 1980 | Farida                                          |
| Corsari                    | 1981 | Massimo Morante                                 |
| Caro professore            | 1981 | Massimo Morante                                 |
| Artiglieria                | 1981 | Massimo Morante                                 |
| Sono tornato               | 1981 | Massimo Morante                                 |
| Fanatico                   | 1981 | Massimo Morante                                 |
| Prima della fine           | 1981 | Massimo Morante                                 |
| Basta                      | 1981 | Farida                                          |
| Mentirò                    | 1981 | Farida                                          |
| Sì e no                    | 1981 | Farida                                          |
| Una                        | 1982 | Loredana Bertè                                  |
| Buon compleanno            | 1982 | Claudio Villa                                   |
| Al mercato dell'usato      | 1983 | Loredana Bertè                                  |
| Imprevedibili              | 1983 | Massimo Morante                                 |
| Adesso o mai più           | 1983 | Massimo Morante                                 |
| Protagonisti               | 1983 | Mark Bodin                                      |
| Fine corsa                 | 1995 | Massimo Di Cataldo                              |
| Letti                      | 1996 | Umberto Bindi e i New Trolls                    |
| È tutto qua                | 1996 | Umberto Bindi                                   |
| L'approdo                  | 1996 | Umberto Bindi                                   |
| Ladri di poesie            | 1996 | New Trolls                                      |
| Miracolo miracolo          | 1996 | New Trolls                                      |
| E già                      | 1996 | Gerardina Trovato                               |
| Foto di gruppo             | 1996 | Ivan Graziani                                   |
| È stato un viaggio         | 1999 | Ivan Graziani                                   |
| E il cielo mi prese con sé | 1999 | Alex Baroni                                     |
| Neri                       | 1999 | Mina                                            |
| Gli ex                     | 2001 | Ron                                             |
| La regina del silenzio     | 2002 | Marcella Bella                                  |
| Che fatica                 | 2003 | Mina                                            |
| Pensa a te                 | 2004 | Daniele Groff                                   |
| Deliri a 45 giri           | 2005 | Loredana Bertè                                  |
| L'ultima luna              | 2006 | Luisa Corna                                     |
| Nel perdono                | 2007 | Al Bano                                         |
| La vita subito             | 2007 | Jasmine                                         |
| Mondo coatto               | 2007 | Jasmine                                         |
| Nell'angolo                | 2007 | Jasmine                                         |
| Eurorentola                | 2007 | Jasmine                                         |
| Magari nudo                | 2007 | Jasmine                                         |
| Per non perderti           | 2007 | Jasmine                                         |
| Che mazzo                  | 2007 | Jasmine                                         |
| Salutami Jasmine           | 2007 | Jasmine                                         |
| La vita che mi merito      | 2007 | Ornella Vanoni                                  |
| Anna                       | 2011 | Anna Tatangelo                                  |
| É ancora vita              | 2016 | Sal Da Vinci                                    |
| Dettagli                   | 2016 | Sal Da Vinci                                    |
| Meravigliosamente          | 2016 | Sal Da Vinci                                    |
| Singoli                    | 2016 | Sal Da Vinci                                    |
| Puri diamanti              | 2016 | Sal Da Vinci                                    |
| É mezzanotte               | 2016 | Sal Da Vinci                                    |
| Nanà                       | 2019 | Sal Da Vinci, Franco Ricciardi e Andrea Sannino |
| Ornella si nasce           | 2021 | Ornella Vanoni                                  |

## Brani musicali in altre lingue
| Titolo     | Anno | Nome originale (italiano) |
| ---------- | ---- | ------------------------- |
| La carroza | 1979 | Il carrozzone             |
| Triangulo  | 1979 | Triangolo                 |
| Triangle   | 1979 | Triangolo                 |
| La vie     | 2003 | La vie (La vita)          |